# The Great Reset
The Great Reset (englisch für „Der große Neustart“) bezeichnet eine Initiative des Weltwirtschaftsforums (WEF), die Weltwirtschaft und die Weltgesellschaft im Anschluss an die COVID-19-Pandemie neu zu gestalten. Dabei soll ein stärkerer Fokus auf Gerechtigkeit, Gesellschaft und Nachhaltigkeit gelegt werden und die Interessen der „Stakeholder“ sollen mehr mit einbezogen werden. Die Initiative wurde von WEF-Direktor Klaus Schwab entworfen und im Juni 2020 vorgestellt. Im Juli 2020 veröffentlichten Klaus Schwab und Thierry Malleret dazu das Buch Covid-19: Der große Umbruch.
Seitdem verwenden verschiedene Gruppen und Autoren den Ausdruck Great Reset für angebliche Weltherrschaftspläne einer mächtigen finanziellen und politischen Elite, die hinter der Pandemie stecke und diese für ihre Ziele benutze. Klaus Schwab und andere mit dem WEF verbundene Einzelpersonen werden dabei zum personifizierten Bösen stilisiert. Der Name der Initiative wurde zum Titel und Sammelbegriff für diese Erklärungsmuster. Sie knüpfen an ältere Verschwörungstheorien einer angeblichen „Neuen Weltordnung“ (New World Order) und eines „Großen Austauschs“ (Great Replacement) an und erweitern sie mit Bezügen zur Pandemie.

## Die WEF-Initiative

### Vorläufer
Die WEF-Initiative folgte Vorstößen großer Wirtschaftsverbände, Finanzinvestoren und internationaler Organisationen, die eine Abkehr von der bloßen Orientierung am Shareholder Value der Aktionäre zugunsten anderer Interessengruppen (Stakeholder) verlangen und zu fördern versuchen, etwa das 1972 gegründete Umweltprogramm der Vereinten Nationen (UNEP), die UNEP Finance Initiative, der Business Roundtable in den USA und andere. Ihre Erklärungen wurden oft als unverbindliche Rhetorik ohne ernsthafte Veränderungsabsicht und als Strategie zum Verhindern von Steuer- und Regulierungsreformen kritisiert. Die UNEP begrüßte den WEF-Vorschlag 2020 als Unterstützung ihrer eigenen Bemühungen und verwies darauf.
Die WEF-Initiative ist auch verwandt mit dem Konzept des Green New Deal bzw. eines „Grünen Kapitalismus“. Ihr Titel entspricht einer Werbestrategie des WEF, sich an ähnliche Erklärungen anzuschließen. So erschien 1944 das Werk The Great Transformation von Karl Polanyi. Seit 2010 nannten Autoren und Politiker ihre Vorhaben „great financialization“, „great regression“, „great reversal“, „great acceleration“, „great unraveling“, „great uncoupling“ und weitere.

### Vorstellung
Bei einem virtuellen Treffen im Juni 2020 befasste sich das WEF mit den Folgen der Covid-19-Pandemie für die Weltwirtschaft. Am 3. Juni 2020 veröffentlichte Klaus Schwab dort seinen Vorschlag für einen Great Reset der Weltwirtschaft online. Er beschreibt zunächst die Schwächen der politischen Entscheidungsprozesse, der Gesundheits-, Energie- und Bildungssysteme, die die Coronakrise weltweit aufgedeckt habe. Diese biete aber auch eine einzigartige Gelegenheit, die Erholung von Wirtschaft und Gesellschaft sowie die internationalen Beziehungen neu zu gestalten und Prioritäten für globale Gemeinsamkeit zu setzen. Die WEF-Initiative dazu umfasse Vorschläge für einen neuen Gesellschaftsvertrag, der die Menschenwürde jedes Menschen achte.
Am selben Tag stellte Prinz Charles das Great Reset Project beim WEF vor. Er warnte, der menschengemachte Klimawandel, dessen verheerende Folgen für viele Menschen schon real seien, könne noch mehr Schaden anrichten als die Pandemie. Doch sei diese Krise auch eine „goldene Gelegenheit“ mit einem befristeten Zeitfenster für große Veränderungen. Darum rief er zu entschiedenem Handeln für eine Bioökonomie auf, die „der Natur soviel zurückgibt, wie wir von ihr nehmen“. Er nannte fünf Schritte, wie die Wirtschaft sich von der Pandemie erholen und zugleich die Gefahren der Erderwärmung angehen könne:
- Unternehmen und Politiker müssten die Vorstellungskraft und den Willen der Menschheit begreifen;
- die Weltwirtschaft müsse auf einen Kurs der Nachhaltigkeit gebracht werden;
- die bestehenden Systeme müssten weltweit zu Netto-Null-Emissionen von Kohlendioxid gebracht werden, etwa durch Bepreisung des Kohlendioxidausstoßes;
- Wissenschaft, Technologie und Erneuerung müssten neu belebt werden;
- es müsse so in nachhaltige Lösungen investiert werden, dass es die Märkte transformieren könne. Dies sei die höchst dramatische Aufgabe verantwortungsvoller Führungen. Sie würde einen katalytischen Anreiz für den privaten wie öffentlichen Sektor schaffen, zu folgen. Das Zusammenwirken von Nationalstaaten, Unternehmen und Industrien könne den Übergang zu einer klimaneutralen Weltwirtschaft stark beschleunigen.[8]

Wie schon 2019 beim Thema Klimawandel will die WEF-Initiative nicht nur ökonomischen Wohlstand, sondern auch das gesellschaftliche Wohlbefinden steigern.

### Ausführung als Buch
Das Buch COVID-19: Der Große Umbruch von Klaus Schwab und dem Ökonomen Thierry Malleret enthält eine umfassende Bestandsanalyse sowie daraus abgeleitete Prognosen als Grundlage des „Reset“-Konzepts. Darin führen die Autoren aus: Die Pandemie sei eine Chance, die Interessen der „Stakeholder“ im Kapitalismus gegenüber denen der Shareholder an Profitmaximierung zu stärken, also Nachhaltigkeit, Umweltschutz und Belange der abhängig Beschäftigten. Ziel sei, „die Welt weniger gespalten, weniger verschmutzend, weniger zerstörerisch, integrativer, gerechter und fairer zu machen“ als vor der Pandemie.
Die Autoren erwarten, dass es nach der Pandemie zu einer Umverteilung von oben nach unten kommt, „von den Reichen zu den Armen und vom Kapital zur Arbeit“. Außerdem werde Corona „wahrscheinlich den Tod des Neoliberalismus einläuten“, der „Wettbewerb über Solidarität stellt, schöpferische Zerstörung über staatliche Intervention und Wirtschaftswachstum über soziales Wohlergehen“. Die Rolle des Staates in der Wirtschaft verstärke sich. Zum ersten Mal seit der Ära des Thatcherismus hätten „die Regierungen wieder die Oberhand“. Auf der Skala „zwischen Regierung und Märkten hat sich die Nadel entschieden nach links bewegt“. Gleichzeitig rechnen die Autoren mit einer Verstärkung der Deglobalisierung und des Nationalismus.
Schwab meint, dass einmal etablierte Maßnahmen wie das Contact-Tracing nicht mehr verschwinden werden, und drückt seine Sorge vor der Dystopie eines Überwachungskapitalismus aus, wie ihn Shoshana Zuboff kommen sieht. Dieser verändere unsere Wirtschaft, Politik, Gesellschaft und unser eigenes Leben, „indem er zutiefst antidemokratische Asymmetrien des Wissens und der Macht, die dem Wissen innewohnt, erzeugt“.
Schwab befürchtet, dass die Bevölkerung in Zukunft durch eine Kombination von KI, Internet der Dinge, Sensoren und Wearable Computing gesundheitlich überwacht wird und die Grenze zwischen den öffentlichen und den persönlich gestalteten Gesundheitssystemen verwischt wird.

## Rezeption

### Kritiken
Laut Forbes-Magazin ist die Great-Reset-Agenda des WEF „ein weiteres Beispiel dafür, wie reiche, mächtige Eliten ihr Gewissen mit falschen Bemühungen, den Massen zu helfen, beruhigen und sich dabei noch reicher und mächtiger machen“.
Das WEF sieht Phasen globaler Instabilität – wie während der Weltfinanzkrise und der COVID-19-Pandemie – als Zeitfenster, seine Programmatik intensiviert voranzutreiben. Einige Kritiker sehen in The Great Reset daher eine Fortsetzung der Strategie des WEF, sich auf aktivistische Themen wie Umweltschutz und Sozialunternehmertum zu fokussieren, um die wahren plutokratischen Ziele der Organisation zu verschleiern.
Naomi Klein schrieb für The Intercept, der Vorschlag sei ein bloßes „Coronavirus-Themen-Rebranding“. Er enthalte bloß Dinge, die das WEF bereits in vergangener Zeit wiederholt geäußert habe. Er müsse als ein weiterer Versuch der Reichen betrachtet werden, sich in der Krise selbst gut aussehen zu lassen. Schwab habe zudem seit 2003 noch bei jedem Treffen in Davos einen ähnlich klingenden Vortrag gehalten. Der Great Reset sei also lediglich die neueste Ausgabe dieser „goldenen Tradition“, die sich kaum von früheren Davoser „Big Ideas“ unterscheide.
In seiner Rezension von COVID-19: The Great Reset übt der Ethiker Steven Umbrello ähnliche Kritik an der WEF-Agenda. Er sagt, dass die Agenda auf nichts anderes hinauslaufe als „eine substanzielle (wenn auch nicht vollständige) sozio-politisch-ökonomische Überholung“, dass ein solcher Vorschlag ein „falsches Dilemma“ sei und dass „Schwab und Malleret eine scheinbar optimistische Zukunft nach dem Großen Reset mit Schlagworten wie Gerechtigkeit und Nachhaltigkeit beschönigen, obwohl sie diese bewundernswerten Ziele funktionell gefährden“.
Der Sozialwissenschaftler Horst Müller sieht die Konzepte des Great Reset und des Green New Deal als Ideologie, die den gegenwärtigen Entwicklungszyklus des Kapitalismus ausdrückt, aber keine Systemalternative aufzeigt und die strukturellen Schranken der Entwicklungsmöglichkeiten im Kapitalismus nicht berücksichtigt. Der deutsch-französische Wirtschafts- und Sozialwissenschaftler Steffen Roth erwartete, der Great Reset werde im Erfolgsfall zur Entstehung einer ultrakonservativen, „neu-mittelalterlichen Weltgesundheitsordnung“ führen.

### Regierungen
Der kanadische Premierminister Justin Trudeau sagte in einer Rede vor der UNO im September 2020: „Besser wieder aufbauen“ bedeute, „die Schwächsten zu unterstützen und gleichzeitig unsere Dynamik bei der Verwirklichung der Agenda 2030 für nachhaltige Entwicklung aufrechtzuerhalten“. Die Pandemie biete „die Gelegenheit für einen Reset. Dies ist unsere Chance, unsere Bemühungen vor der Pandemie zu beschleunigen, Wirtschaftssysteme neu zu denken, die globale Herausforderungen wie extreme Armut, Ungleichheit und Klimawandel tatsächlich angehen.“ Diese Aussagen wurden erst ab 13. November 2020 öffentlich stärker beachtet. Darin erwähnte Trudeau den WEF-Vorschlag nicht. Ob seine Aussage zur „Gelegenheit für einen Reset“ sich darauf bezog, blieb offen. Die Idee eines „besseren Wiederaufbaus“ (Building back better), die nachlassende Pandemie zum Stimulieren eines Aufschwungs für eine nachhaltigere und gerechtere Wirtschaft zu nutzen, wurde auch vom neugewählten US-Präsidenten Joe Biden und dem britischen Premierminister Boris Johnson aufgegriffen.

### Verschwörungstheorien
Mitte November 2020 startete der konservative kanadische Oppositionspolitiker Pierre Poilievre eine Petition: „Globale Finanzeliten“ versuchten, Wirtschaften und Gesellschaften umzugestalten, um auf Kosten des Volkes mächtiger zu werden. Er rief die Kanadier auf, sich gegen diese Eliten und ihren „Griff nach der Macht“ zu wehren, ihre „Freiheit“ zu verteidigen und die Pläne des Great Reset zu beenden. In seiner Wortwahl übernahm er Verschwörungsthesen von mächtigen Schattenfiguren, die angeblich Weltherrschaft und Tyrannei anstreben. Dazu verknüpfte er Trudeaus UN-Rede vom September 2020 mit dem WEF-Vorschlag vom Juni 2020. Zugleich verkürzte er Trudeaus Aussagen und ließ dessen Satz weg, dass er extreme Armut, Ungleichheit und Klimawandel angehen wolle. In seinem eigenen Alternativprogramm benutzte er die Parole Build back stronger, beanspruchte also ebenfalls eine Chance zum Wiederaufbau. Poilievre warf Trudeau vor, eine „sozialistische Ideologie“ in Kanada durchsetzen zu wollen.
Die Petition wurde in 72 Stunden 80.000 Mal unterschrieben. Sie wurde von mehreren kanadischen Kommentatoren und Redaktionen kritisiert, etwa weil sie Anlass für unbegründete Verschwörungstheorien gebe.
Am 22. November 2020 veröffentlichte der Vorsitzende der Konservativen Erin O’Toole ein eigenes Video. Darin warf er Trudeau ebenfalls vor, er benutze die opferreiche Pandemie als „Gelegenheit“ für ein massives und riskantes Experiment, die Wirtschaft neu zu gestalten. Dafür sei jetzt nicht die Zeit. Dazu verlinkte auch er Trudeaus UN-Rede mit der Passage vom Reset, vermied aber Hinweise auf „globale Eliten“ und den WEF-Vorschlag. Auf Nachfragen, ob er die Great-Reset-Theorie kenne, behauptete er, er folge sozialen Medien nicht.
Verschwörungstheorien zum Great Reset behaupten im Kern, „globale Finanzeliten“ hätten die COVID-19-Pandemie geplant, um in einer neuen Weltordnung die globale politische und wirtschaftliche Kontrolle zu übernehmen. Sie entstanden seit Beginn der Pandemie und wurden ab Joe Bidens Wahlkampfslogan „Build Back Better“ und der UNO-Rede von Justin Trudeau stark verbreitet.
Als direkter Vorläufer gilt die Verschwörungserzählung vom Great Replacement („Großer Austausch“), die in der Flüchtlingskrise in Europa ab 2015 stark verbreitet wurde: Die Bevölkerung Europas solle gegen Migranten fremder Länder und Kulturen ausgetauscht werden. Beide Theorien werden vor allem von weißen Rassisten propagiert und richten sich gegen den als „Hauptfeind“ betrachteten Liberalismus und den „Kulturmarxismus“. Der Sachbuchautor und Journalist Paul Mason zählt sie zu den modernen Mythen des heutigen Faschismus.
Bei Protesten gegen staatliche Coronamaßnahmen wie den Lockdown wurde Great Reset zur Parole für ein Geflecht populärer Verschwörungsthesen: Danach sei die Pandemie ein hoax (erfunden) und diene einer globalen Elite als Deckmantel für eine heimliche Machtergreifung, um Zwangsimpfungen, digitale Identitätskarten, Enteignungen und andere radikale Kontrollmaßnahmen durchzusetzen. Ausgangspunkt dieser Thesen war ein WEF-Video vom 3. Juni 2020 mit der Rede von Prinz Charles, die die WEF-Initiative vorstellte. Es blieb wegen der Proteste zur Tötung von George Floyd am 25. Mai 2020 zunächst unbeachtet, fand aber bald bei Fox News umso mehr Resonanz. Rechtsgerichtete Sprecher wie Justin Haskins (The Heartland Institute) und Glenn Beck deuteten den WEF-Vorschlag als Plan zur Zerstörung der kapitalistischen Weltwirtschaft und Umwandlung der westlichen Welt. Am 13. November 2020, nach Joe Bidens Wahlsieg, verschaffte Laura Ingraham dieser Deutung Beachtung bei Millionen Zuschauern: Seit dem Frühjahr 2020 hätten mächtige Leute die Pandemie als Mittel benutzt, radikale soziale und ökonomische Veränderung weltweit zu erzwingen. Sie eignete sich damit Naomi Kleins These einer „Schock-Strategie“ von 2007 an, wonach Konservative Katastrophen und Krisen für ihre politischen Zwecke ausnutzen. Biden und seine Leute, so behauptete Ingraham Tage später, verfolgten den Great Reset des Kapitalismus, um eine gerechtere Verteilung der globalen Rohstoffe zu erzwingen. Am selben Tag twitterte Candace Owens: „Sie benutzen Covid, um die westliche Wirtschaft einbrechen zu lassen und kommunistische Politik einzuführen.“ Auf dem Sender Sky News Australia erklärte Kolumnist James Delingpole, der Great Reset sei „die größte Bedrohung für unsere Art zu leben“; wer das nicht verstehe, habe nicht aufgepasst. Obwohl diese Deutung erfunden war, knüpfte sie an die enorme soziale Ungleichheit an, die sich in der Pandemie verstärkt hatte. Die konservativen Medien von Rupert Murdoch dirigierten den Zorn darüber in die gewünschte Richtung, an einen absichtlichen Plan der Nutznießer zu glauben. So stellte Sky News Australia Klaus Schwab als „charismatischen Deutschen“ und „gefährlichen marxistischen Führer“ dar und machte ihn so zum idealen Bösewicht. Zudem konnten rechte Sprecher mit dem Great Reset von ihrer eigenen Komplizenschaft mit Macht, Reichtum und den Steuersenkungen von US-Präsident Donald Trump ablenken. Dabei hatte gerade der WEF mit seinen Jahresberichten zur globalen Konkurrenzfähigkeit Staatsregierungen in einen Wettlauf um niedrige Steuern und Regelungsabbau mit getrieben.
Es existiert auch eine Variante, bei dem Personen aus der QAnon-Bewegung behaupten, Umweltschutzpolitik wie Klimaschutz sei Teil einer Strategie, um eine totalitäre Neue Weltordnung zu schaffen.
Der Name Great Reset der WEF-Initiative gab schon umlaufenden Verschwörungsthesen erheblichen Auftrieb, die eine absichtliche Erzeugung der Pandemie für bestimmte Zwecke behaupteten. Viele, die ohnehin glaubten, das Virus sei bloß von einer globalen Elite erfunden oder erzeugt worden, um die Weltordnung zu ändern, sahen ihre Auffassung durch den angeblichen WEF-Plan bestätigt. So behauptete der Rechtsextremist Paul Joseph Watson von InfoWars am 17. November 2020 in einem weit verbreiteten Tweet: Der „Drahtzieher“ Klaus Schwab habe in seinem Buch einige „drakonische Maßnahmen zur Kontrolle der Bevölkerung vorgeschlagen, darunter Risikobewertung durch Gehirnscans an Staatsgrenzen und implantierbare Chips, um die Gedanken der Menschen zu lesen“. Daraufhin wurde Schwab als Psychopath, Verrückter und als neuer Adolf Hitler verleumdet.
Von Juni 2020 bis Mai 2021 erreichte der Ausdruck Great Reset mehr als acht Millionen Posts auf Facebook und wurde zwei Millionen Mal auf Twitter geteilt. Ab September 2020 wurde ein Video von Trudeaus Rede vor der UNO auf Twitter geteilt. Vor allem Trump-Anhänger stellten die Rede als Beweis für einen Geheimplan dar, unter dem Vorwand der Pandemie sozialistische und umweltorientierte Politik einzuführen, den nur Trumps Wahlsieg im November 2020 aufhalten könne. Im Januar 2021 räumte das WEF in einem Video ein, dass sein Slogan vom Great Reset nicht wie geplant aufgenommen worden war. Verschwörungstheorien ersetzten Argumente durch Fantasie und seien ein zwar lauter, aber randständiger Teil der Öffentlichkeit.
Medien wie The Guardian, die BBC und The New York Times widerlegten die Verschwörungstheorie.
In Deutschland verbreiten Verschwörungstheoretiker wie Ken Jebsen und der Kopp Verlag die Great-Reset-Theorie. Der Autor Ernst Wolff beschrieb sie im Juli 2020 auf Jebsens Portal Ken FM als „eine Art Schocktherapie“, mit der die finanzielle und politische Elite der Welt in kürzester Zeit Veränderungen durchsetzen wolle. Dazu habe sie mit dem Coronavirus „ganz offensichtlich in diesem Jahr den passenden Partner gefunden“. Die Sorge um die Gesundheit der Bevölkerung sei vorgeschoben und verdreht; dahinter versteckten die Eliten ihre Selbstsucht. Peter Orzechowski veröffentlichte im Kopp-Verlag sein Werk Durch Corona in die neue Weltordnung: Danach diene das Virus „einer global operierenden Elite nur als Vorwand, unser Zusammenleben komplett neu zu ordnen“ und die Grundbausteine der Gesellschaft (Familie, das Vertrauen in Recht und Gesetz, Freiheit) zu zerstören. Das angebliche Ziel sei eine autoritäre, supranationale Weltregierung. Die Alternative für Deutschland (AfD) propagiert die Theorie vom Great Reset seit 2021 offen in ihrem Parteiprogramm zur Bundestagswahl 2021. Auch der CDU-Kandidat Hans-Georg Maaßen griff sie auf. Anhänger dieser Theorie zeigen den WEF-Gründer Klaus Schwab oft in einer Robe oder Kutte, um anzudeuten, er sei Mitglied einer Sekte, eines Geheimzirkels oder Satanist. Zitate aus Schwabs Buch, etwa seine Warnung vor sozialen Unruhen nach der Pandemie, die bis zum Zerfall der Gesellschaft und politischen Zusammenbruch führen könnten, werden zur geplanten Herbeiführung dieser befürchteten Folgen umgedeutet.
Einige Vertreter dieser Theorie akzeptieren und fordern Angriffe gegen Journalisten und Impfzentren bei den Coronaprotesten und rufen zu Gewalt auf. Laut Politikwissenschaftler Josef Holnburger (CeMAS) tun das vom Ausland aus vor allem Oliver Janich, Attila Hildmann, Eva Herman und Michael Wendler, im Inland das vom Bundesamt für Verfassungsschutz beobachtete rechtsextreme Magazin Compact. Ihre Thesen finden laut den Mitte-Studien der Universität Leipzig Resonanz bei etwa 25 Prozent der Deutschen.
Der Experte Michael Butter verweist auf die verschiedene Ausprägung der Great-Reset-Theorie: In den USA und Kanada behaupten ihre Anhänger, der Sozialismus oder Kommunismus solle eingeführt werden. Sie deuten Schwabs und Mallerets Umverteilungsaussage so, dass der Neoliberalismus beendet und das Kapital von der besitzenden zur arbeitenden Klasse verschoben werden solle. In Europa dagegen behaupten sie, der Neoliberalismus solle gesteigert und den Großkonzernen mit Rettungspaketen noch mehr Geld gegeben werden, um Arbeiter und Regierungen von ihnen abhängig zu machen und den Mittelstand zu zerstören.
Michael Butter und Josef Holnburger sehen deutliche antisemitische Züge in der Great-Reset-Theorie: Sie spiele mit alten Stereotypen auf eine vermeintliche jüdische Weltverschwörung an, wonach eine geheime Macht das Eigentum neuordnen und den Kommunismus oder das Weltjudentum einführen wolle. Als Code dafür verweisen manche Anhänger auf die Familie Rothschild und den jüdischen Investor George Soros. Sie erweitern ständig den Kreis der angeblich Beteiligten, indem sie Führungspolitiker wie Angela Merkel und andere in die Theorie einbauen. So wurde Annalena Baerbock seit der Bekanntgabe ihrer Kanzlerkandidatur für Bündnis 90/Die Grünen mit einem echten eigenen Foto als Freundin von George Soros dargestellt. Ihre Mitgliedschaft bei den Young Global Leaders des WEF wurde mit einem weiteren echten Foto als Beweis ihrer Abhängigkeit von Klaus Schwab gedeutet. Laut dem Politikwissenschaftler Uwe Jun stellen solche visuellen Beweisführungen Politiker als Marionetten und Juden wie George Soros als die eigentlichen Drahtzieher dar, um demokratische Wahlen als bereits heimlich entschieden zu delegitimieren.